# Євпаторія (катер)
«Євпаторія» (А728, до 01.08.1997 ПЖК-20) — український протипожежний катер, який перебуває у складі Військово-Морських Сил України. У ВМФ СРСР носив назви ПДК-20 та ПЖК-20.
Конструктивно катер однопалубний з втопленим півбаком і надбудовою по центру. Непотоплюваність забезпечена при заповненні одного будь-якого відсіку. Буксирний пристрій дозволяє розвивати тягове зусилля до 8 т. За запасами провізії і прісної води автономність для 26 осіб становить 5 діб. На озброєнні цього перебувало чотири лафетних стволи “ЛС-1”, два переносних лафетних стволи “ПЛС-75”, дві установки пінно-хімічного гасіння “ПГ-50”, установки повітряно-пінного гасіння “ВПС-75”, установка вуглекислотного гасіння “СУМ-8”. Також, було зарезервовано місця для 12,7-мм кулеметів.

## Історія корабля[1]
Протипожежний катер “ПЖК-20” проекту 364 був споруджений у 1953 році на суднобудівному заводі №341 «Вимпел» в Рибінську, СРСР. Того ж року введений до складу Чорноморського флоту СРСР як протипожежний дизактиваційний катер «ПДК-20». У 1977 році перекласифікований у протипожежний катер із присвоєнням назви «ПЖК-20». З 15 листопада 1976 року входив до складу 162-го дивізіону 37-ї бригади аварійно-рятувальних суден.
Під час поділу флоту 1 серпня 1997 року відійшов Україні, введений до складу ВМС України, отримав назву «Євпаторія», на честь однойменного міста АР Крим, із присвоєнням бортового номера «U-728».
З 2004 року катер входив до складу Центру пошуково-аварійно-рятувальних робіт ВМС Збройних Сил України. Базувався на озері Донузлав (Південна військово-морська база). У 2005 році катер залучався до надання допомоги суховантажу «Алушта» Бельського річкового судноплавства РФ, що сів на мілину поблизу Севастополя.
Під час Російської інтервенції в Україну 2014 року захоплене військовими Чорноморського флоту ВМФ Росії. 19 квітня 2014 року повернуте Україні. У період з 2014 по 2019 розташовувалося в Очакові. Інформації про виходи в море чи залучення до виконання профільних завдань знайти не вдалося.  До моменту списання, судно входило до 28-го дивізіону аварійно-рятувальної служби.
16 вересня 2019 року Наказом Міністра оборони №494 було списано зі складу ВМСУ.